# Moritz Eggert
Moritz Eggert (Heidelberg (Baden-Württemberg), 25 de novembre, 1965), és un compositor i pianista alemany.

## Biografia
Moritz Eggert va néixer com a fill de Mara Eggert i Herbert Heckmann. Després dels primers estudis de piano, va començar la seva formació el 1975 al Conservatori Hoch de Frankfurt del Main, primer en teoria i piano amb Wolfgang Wagenhäuser, després en composició amb Claus Kühnl. Després de graduar-se a l'escola secundària, va estudiar piano a la Universitat de Música de Frankfurt amb Leonard Hokanson. El 1986 es va traslladar a Munic per estudiar composició amb Wilhelm Killmayer a la Universitat de Música de Munic. Més tard, va realitzar estudis posteriors amb Raymund Havenith (piano) i Hans-Jürgen von Bose (composició). El 1992 va passar un any com a estudiant de postgrau a la Guildhall School of Music and Drama de Londres (composició amb Robert Saxton).
El 1989, Moritz Eggert va guanyar un premi al Concurs Internacional Gaudeamus per a intèrprets de música nova. Va ser el primer pianista a presentar les obres completes per a piano sol de Hans Werner Henze en una nit.
Juntament amb Sandeep Bhagwati, va fundar el festival "A•DEvantgarde" de música nova de joves compositors el 1991, que s'ha celebrat anualment des de llavors.
Una de les obres més conegudes d'Eggert és el cicle de piano Hammerklavier. A més de la música orquestral i de cambra, un enfocament particular de la seva obra està en el gènere del teatre musical. Fins ara ha escrit 7 òperes de llarga durada i diverses obres per a dansa, teatre i ballet. Les seves obres més recents i importants són la peça Scapa Flow per a gran orquestra i el cicle de cançons de llarga durada New Poets Love - 20 escenaris de poemes d'amor d'autors contemporanis.
Entre les seves obres més recents destaquen l'òpera Die Schnecke (juntament amb Hans Neuenfels, 2004, Mannheim) i l'oratori futbolístic La profunditat de l'espai (Ruhrtriennale, també encarregat pel programa cultural de la Copa del Món de 2006), escrits juntament amb Michael Klaus.
Moritz Eggert va compondre la música de la cerimònia d'obertura de la Copa del Món de Futbol de 2006 i una nova òpera per a l'Òpera de Bonn (Freax, juntament amb Hannah Dübgen, 2007), cosa que va provocar un escàndol per la negativa de Christoph Schlingensief a dirigir. Un collage de les 22 òperes de Mozart (Vom zarten Pol) per al concert d'obertura del Festival de Salzburg es va emetre en directe per televisió d'Europa el 23 de juliol de 2006. La temporada 2006/2007 es van veure sis produccions d'òperes d'Eggert a casa i a l'estranger. El seu futbolí per al Ball de l'Òpera de Viena el 2008 va ser la primera actuació de música contemporània allà. L'any 2009 es va presentar el seu projecte Inn Singing on the Water al Festival d'Erl.
Eggert va ser membre de la junta de l'Associació de Compositors Alemanys durant tres anys i és professor de composició a la Universitat de Música i Teatre de Munic des del 2010. Moritz Eggert també és membre de ple dret de l'Acadèmia de Ciències i Literatura de Mainz des del 2010. Escriu articles per a mitjans impresos i en línia i dirigeix el "Bad Blog of Musick" per a la "Neue Musikzeitung".
L'octubre de 2020, Moritz Eggert va ser elegit president de l'Associació de Compositors Alemanys.

## Honors i premis
Com a compositor, Moritz Eggert ha rebut diversos premis, entre ells: amb el premi de composició del Festival de Pasqua de Salzburg, el Schneider-Schott Music Prize Mainz (1996), primer premi al concurs “Ad Referendum” de la SMCQ de Mont-real, el Siemens Sponsorship Prize i el Alexander Zemlinsky Prize. El 1994/95 va viure sis mesos a París com a becari de la Cité Internationale des Arts de París. Com a guanyador del Prix de Rome, va passar un any a la Villa Massimo el 1996/97.

## Selecció de treballs
- Das Mahl des Herrn Orlong (Òpera per a actors, 1988)
- Paul und Virginie (Òpera de titelles, 1990)
- Wir sind daheim (Òpera de cambra, 1991, 1998)
- Lunu (Òpera abstracta 1992)
- Helle Nächte (Gran Òpera, 1997)
- Der Andere (Òpera curta, 2000)
- Dr. Popels fiese Falle (Òpera per a nens, 2002)
- The last days of the V.I.R.U.S. (Òpera, 2003)
- Die Schnecke (Òpera, 2004)
- Freax (Òpera 2007)
- Linkerhand (Òpera, 2009)
- All diese Tage (Òpera 2012)
- Tragedy of a friendship (Teatre musical 2013)
- Teufels Küche (Cuina òpera per a nens, 2014)
- Terra Nova – oder das weiße Leben (Òpera 2015)
- Iwein Löwenritter (Òpera, 2022)[4]
- Die letzte Verschwörung (Una opereta mite, 2023)

Dansa teatre, ballet, performance

- Avec ma main brulée (Performance, 1997)
- Flüchtige Begegnungen (teatre de dansa, 1997)
- Gegenwart, ich brauche Gegenwart (teatre de dansa, 1997)
- Ein Besuch im Bergwerk (teatre de dansa, 1999)
- The Trap (música escènica, 1999)
- Millennium Shuffle (teatre de dansa, 1999)
- Im Sandkasten (teatre de dansa, 2000)
- Auf der Suche nach dem KlaNNg (obra de ràdio, 2001)
- Der Blick des Raben (ballet orquestral 2013)

Kammermusik

- Kleine Fluchten (1. Quartet de corda, 1993)
- Hämmerklavier (per a Piano sol, 1994)
- Außer Atem (per a 3 gravadores i un reproductor, 1995)
- Bad Attitude (per a violoncel i piano, 1995)
- Et in Arcadia Ego (2. Quartet de corda, 1997)
- Tableau (Bewegung für einen Klarinettisten und Pianisten, 1997)
- Melodie 1.0 (für Violine, Cello und Schreibmaschine, 1998)
- Nemesis (per a la bateria solista, 1998)
- Croatoan II (per a quartet de corda i percussió, 1999)
- Fast Forward (per a violoncel i piano, 1999)
- Continuum (per a violoncel i piano, 2000)
- Vermillion Sands (per a guitarra, 2000)
- Narziss (per a flauta dulce soprano i percussió, 2001)
- La Risposta (per a violoncel i piano, 2002)
- pong (per septet, 2002)
- Riff (per a dues guitarres elèctriques amb dispositius d'efectes, 2002)
- Symphonie 2.0 (per a 4 kazoos amb qualsevol instrument, 2002)
- Ostinato (per Orgue sol, 2003)
- Processional: Fanfaren/Signale (per trompeta sola, 2003)
- Leipzig Noir (per a 2 altaveus, ritmes i conjunt de cambra, 2014)
- Les Temps Modernes (Quintet de bateria, 2015)

Obres orquestrals

- Die 12 Schläge der Sonnenuhr (per a orquestra de cambra, 1986)
- Vexations (per a orquestra de cambra, 1993)
- Adagio (per a 32 cordes, 1996)
- Simfonia 1.0 (per a 12 màquines d'escriure, 1997)
- Número nou I-III (per a orquestra, 1998)
- Goldberg spielt (per a piano i conjunt, 2000)
- Internet Symphony (per a orquestra, 2000)
- Number 9 VI: a bigger splash (per a orquestra, 2006–2007)
- Illumination (Final de Processional, per a big band i orquestra de jazz, 2009)
- My Sleep Is A Dream (per a orquestra, 2013)
- 1,2,3 (per a orquestra de cambra i sampler, 2013)
- Aura (per a clarinet i orquestra, 2014)
- PG Dada (per a conjunt, 2015)

Música vocal

- Hibernal songs (1997) per a quartet vocal (vocalises)
- Büchner Portrait (1997) per a baríton i piano
- Krausseriana (1999) per a baríton i piano. Textos: Helmut Krausser
- Neue Dichter Lieben  (2000). Cicle de cançons
- ausklang (2001) per a baríton i piano
- Die Kriegweire (2001) per a mezzosoprano i piano
- wide unclasp (2002). Cicle de cançons per a veu femenina i conjunt de jazz
- Paradís Berlín (2002/03). Cicle de cançons
- Ein Dichter stirbt (2004) per a tenor-baríton i piano. Textos: Ludwig Steinherr
- Ballack, you hot cuts [1] (2006) per a soprano i acordió. Textos: del llibre de visites del lloc web de Michael Ballack. Estrena l'1 de maig de 2006 a Munic (Football Globe; Irene Kurka [soprano], Stefan Hippe [acordió])
- Nacht. Tick. All (per a flauta dolça i cor, 2014)
- Ich akzeptiere die Nutzungsbedingungen (per a baríton i orquestra de corda, 2014)
- Vom Himmel und der ganzen Welt (per a cor de nois, 2014/15

## Premis
- 1996: Schneider-Schott Music Prize Mainz juntament amb Isabel Mundry.
- 1997: Premi de patrocini del Siemens Music Prize.
- 2016: Premi de Música Louis Spohr Braunschweig[5]

## Filmografia
- 2008: Der Klang der Worte (Compositor)
- 2020: Dein Song (com a patrocinador musical)